# Orchi (trilogia)
Orchi (Orcs: First Blood) è una trilogia fantasy dello scrittore inglese Stan Nicholls, edito in patria tra il 1999 e il 2000 e stampato in Italia da Mondadori nel 2005 (l'ultimo volume è uscito nel 2006).
La serie si compone di tre libri:
1. I guardiani dei lampi
2. Le legioni del tuono
3. I guerrieri della tempesta

Racconta le gesta di un manipolo di orchi (i Figli del Lupo) che, in un mondo immaginario chiamato Maras-Dantia combattono gli umani, dipinti come spietati conquistatori, in un inedito capovolgimento degli archetipi del genere fantasy, che vede solitamente gli orchi come esseri malvagi in continua lotta con gli esseri umani, e questi ultimi, invece, come generosi e nobili.

## Stile
Punto di forza del romanzo è l'inedita rivisitazione dei cliché propri del genere fantasy, e lo stravolgimento del normale rapporto uomo-creature mitologiche. Ponendo al centro del romanzo un gruppo di orchi, caratterizzato da un'innata ferocia e un'abilità senza pari nel combattimento, oltre che da uno stile di vita istintivo e barbarico, lo stile della narrazione si adatta, divenendo convulso ed incalzante. Grande spazio viene dato, all'interno della trilogia, alle descrizioni di battaglie, anche piuttosto lunghe, delle quali vengono raccontati
con precisione i singoli eventi. Stando ai commenti diffusi dalla stessa casa editrice italiana, questo modo innovativo di raccontare il Fantasy avrebbe creato un nuovo genere, denominato in patria "Fantasy barbarico".

## Razze
Nella trilogia sono presenti innumerevoli razze tipiche della letteratura fantasy. Molte di loro, però, si allontanano dagli archetipi classici del genere. Tutte le razze, con l'esclusione degli umani, vengono definite razze antiche, in quanto presenti prima dell'arrivo degli umani su Maras-Dantia. Vengono di seguito presentate quelle più rilevanti ai fini della trama.

### Orchi
Protagonisti della saga, gli orchi sono una razza guerriera, dotata di un talento naturale per le armi ed il combattimento, e animati da una ferocia e da un coraggio che permette loro di gettarsi in battaglia senza timori né rimorsi. Sono anche esseri leali e orgogliosi, fieri del loro stile di vita militaresco. Possiedono una corporatura robusta, muscolosa, sono in media piuttosto alti e privi di capelli o barba. Curiosamente, nel romanzo gli orchi sono ovipari (le loro femmine depongono perciò uova) e, stando ad alcuni dialoghi, danno molta poca importanza all'accoppiamento o ai legami sentimentali, dedicando tutta la loro vita alla guerra. A differenza di tutte le altre razze antiche, gli orchi non hanno capacità magiche. Gli orchi del romanzo appaiono dunque molto lontani dalla figura dell'orco tipica del folclore popolare, e sono invece più vicini ai più moderni cliché fantasy. In particolare, la visione dell'orco come essere un po' brutale e dedito alla guerra, ma dotato comunque di una certa intelligenza, può essere accomunata a quella propria di alcuni giochi di ruolo, come D&D o, ancor più, a quella del videogioco a sfondo fantasy Warcraft.

### Umani
Gli umani vengono presentati, nel ciclo, come degli avidi conquistatori, invasori giunti nelle terre di Maras-Dantia con il solo scopo di colonizzare e sfruttarne selvaggiamente le risorse naturali, sconvolgendo così i delicati equilibri magici su cui si fondano i cicli naturali di questa terra. Oltre alla guerra di conquista, il loro arrivo ha portato infatti sconvolgimenti ecologici e climatici, e nuove terribili malattie. Ben lontani dallo stereotipo fantasy (proprio ad esempio di opere quali Il Signore degli Anelli) che li vuole esseri nobili, capaci di eroiche imprese, gli umani del ciclo ricordano invece i protagonisti di molte oscure pagine della storia reale, come i conquistadores del Sudamerica. Parzialmente diversi sono, nel libro, gli umani politeisti, seguaci della religione chiamata Mani, che tentano invece un approccio pacifico e rispettoso verso le razze antiche e la magia della terra.

### Nani
I nani vengono descritti come una razza egoista e profittatrice, pronti a dare il loro aiuto al miglior offerente. Nella saga, molti appartenenti a questa razza sono mercenari che combattono al fianco degli umani contro le altre razze per semplice calcolo economico. I nani possiedono la capacità magica della chiaroveggenza.

### Nyadd
I nyadd sono una razza creata dall'autore, e potrebbero forse essere lontanamente ispirati (come suggerirebbe il nome simile) alle naiadi, creature appartenenti alla mitologia classica. I Nyadd sono una razza acquatica, ferocemente territoriale ed invincibile nel combattimento subacqueo. La loro pelle è verde e squamosa.

### Goblin
I goblin sono degli umanoidi di color verde, hanno un fisico muscoloso e sono dotati di notevole agilità.

### Brownie
Sono creature allampanate e imperturbabili, nate dall'incrocio tra Elfi e Goblin. Il loro ruolo è quello di dragonieri della regina.

### Coboldi
Sono delle creature di colore grigio verde, non molto muscolosi, ma dotati di grande agilità, armati di sciabole e lance molto affilate. La loro altezza va dai 90 ai 120 cm.

### Elfi
Creature non molto presenti nel romanzo, gli Elfi sono una razza resa schiava da Jennesta, impiegata in genere come servitù (nonché come vittime sacrificali per i suoi riti). Sono di costituzione minuta, la loro pelle è molto chiara, gli occhi sono leggermente a mandorla e le loro orecchie sono a punta. Dal punto di vista dei membri delle altre razze, è difficile distinguere un elfo maschio da una femmina.

### Kirgizil
Sono degli animali simili a lucertole, ma molto più grandi. La loro pelle è bianca, i loro occhi sono viola e hanno lunghi artigli.

### Gnomi
Sono degli umanoidi molto simili ai nani, ma anche più piccoli di statura. Non sono molto sociali con le altre razze.

### Sluagh
Sono dei demoni che assumono forme di animali di vario genere.

### Centauri
Sono esseri metà cavalli e metà umani, fieri e potenti guerrieri.

### Imp
Simili a dei neonati di umani o nani che fluttuano, esperti nelle varie tecniche di ladrocinio.

## Personaggi
Di seguito, una breve lista dei personaggi più rilevanti ai fini della trama, divisi per razza:

### Orchi
- Stryke, protagonista del romanzo e capitano della banda di orchi d'élite chiamata "Figli del Lupo". È un orco forte ed insuperabile nel combattimento, ma anche responsabile fino all'estremo nei confronti dei propri sottoposti. Possiede una mente acuta, seppure spesso si dimostri timoroso verso le novità e i concetti alieni al suo modo di pensare. Possiede un talento innato nei confronti della magia, che si manifesta attraverso sogni e abilità profetiche.
- Coilla, unica femmina del gruppo, è una formidabile guerriera nonché stratega, e svolge spesso il ruolo di confidente intima di Stryke. Le armi che usa più volentieri sono i coltelli da lancio.
- Haskeer, brutale e selvaggio, è il prototipo dell'orco stereotipato, tutto muscoli e furia guerriera ma niente cervello. È il primo a sentire nella propria mente il canto delle strumentalità.
- Alfray è il più anziano della banda, pronto a dimostrare in ogni occasione di essere un valido guerriero malgrado l'età. Svolge anche il ruolo di guaritore del gruppo.

### Umani
- Kimball Hobrow, folle predicatore capo della setta Uni, è devoto in tutto al suo sanguinario Dio unico, e ritiene che la sola maniera di servirlo sia quella di portare a compimento la conquista di Maras-Dantia e l'annientamento delle razze antiche, da lui considerate "inferiori".
- Micah Lekmann, il capo di un gruppo di tre cacciatori di taglie, è un umano dispotico ed interessato al solo profitto, molto abile con la spada e nemesi giurata di Stryke e dei suoi.
- Serapheim, insolito umano, apparentemente dotato, a differenza degli altri umani, di poteri magici e che, in alcune occasioni, aiuta i Figli del Lupo. Solo nel terzo romanzo si scopre che la sua vera identità è Tentarr Arngrim, il padre di Jennesta, Adpar e Sanara

### Nani
- Jup, unico nano della banda dei Figli del Lupo, è un abile guerriero che gode della fiducia del suo capo Stryke, tanto da essere promosso sergente. Deve però continuamente dimostrare ai compagni - ed in particolare al rozzo Haskeer - la propria fedeltà ed il proprio coraggio, per liberarsi dal pregiudizio che grava nei confronti della sua razza (considerata "senza onore", in quanto mercenaria).

### Nyadd
- Jennesta, principale nemesi dei Figli del Lupo, è una crudele regina dotata di grandi poteri magici, dispotica, tirannica e a tratti molto infantile. Jennesta è un ibrido tra la razza umana e quella nyadd, e possiede perciò una mescolanza di tratti somatici propri di entrambe le razze.
- Adpar, sorella di Jennesta, domina sui suoi simili con una crudeltà paragonabile a quella della sorella.
- Sanara, anch'essa sorella di Jennesta, a differenza delle sorelle non utilizza i poteri magici di cui è dotata per incrementare il proprio potere, ma anzi, li mette al servizio del bene.

### Brownie
- Glozellan, dragoniera al servizio della regina Jennesta. Diserta le truppe della sua padrona e salva Stryke quando sta per essere massacrato dai cavalli degli Uni.

## Edizioni
- Stan Nicholls, I guardiani dei lampi, traduzione di Riccardo Valla, collana Oscar Mondadori, Arnoldo Mondadori Editore, 2006,  pp. 306, cap. 25, ISBN 88-04-55609-9.
- Stan Nicholls, Le legioni del tuono, traduzione di Riccardo Valla, collana Oscar Mondadori, Arnoldo Mondadori Editore, 2005,  pp. 286, cap. 23, ISBN 88-04-56164-5.
- Stan Nicholls, I guerrieri della tempesta, traduzione di Riccardo Valla, collana Oscar Mondadori, Arnoldo Mondadori Editore, 2006,  pp. 349, cap. 25, ISBN 88-04-56195-5.